# 平赖纲
平赖纲（日语：／，13世纪—1293年5月29日），是鎌倉時代后期武士、北条氏得宗家御內人、镰仓幕府第八代执权北条时宗及其子北条贞时的執事。其父為北条氏家臣平盛時，其妻則為貞時之乳母。
赖纲作为時宗的重臣而深受其信任，时宗去世后他在霜月骚动中铲除了反对派、有力御家人安達泰盛，以得宗家内管领的身份掌握幕府大权。其后赖纲的独裁、恐怖政治逐渐引起贞时與幕府內部不安，1293年（正应六年）赖纲在平禅门之乱中被迫自尽，其次男飯沼資宗一族也遭到覆滅。

## 流行文化
- 日本作家高橋直樹所撰小说：《異形の寵児》（『鎌倉擾乱』文藝春秋／文春文庫）
- 2001年大河剧《北条時宗》（北村一辉饰演）